# Amanita gemmata
Amanita gemmata là một loài nấm tán trong chi Amanita, họ Amanitaceae. Loài này có thể được tìm thấy trên khắp châu Mỹ và châu Âu. Đây là một loài nấm độc, có thể gây tử vong ở người.